# ダンディー・レップシアター

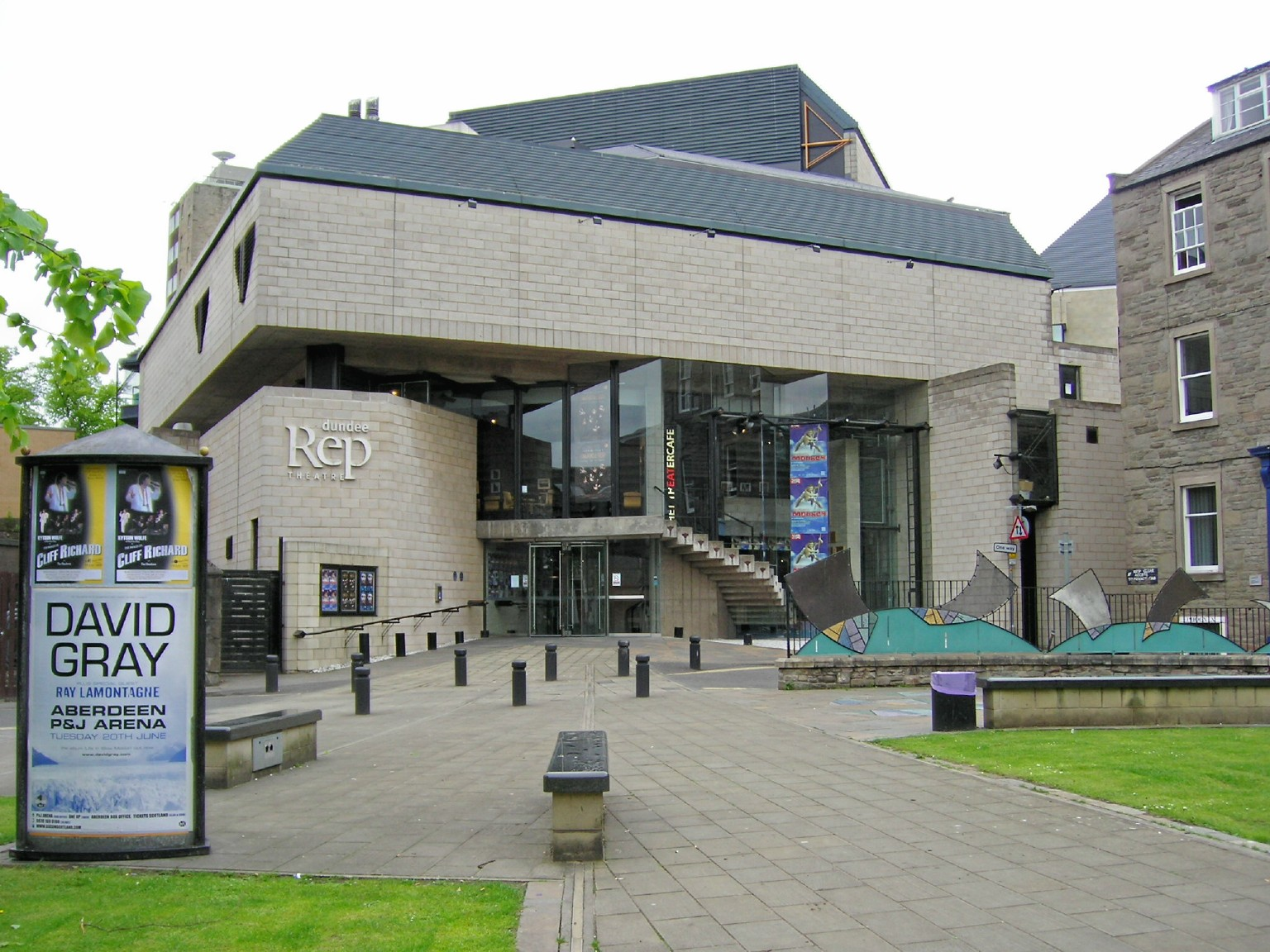
ダンディー・レパートリィ・シアター

ダンディー・レップシアター（正式名称は、Dundee Repertory Theatre、略称はDundee Rep）は、スコットランドのダンディー市の演劇、芸術団体である。ダンディ・レップは、毎年自分たちのオリジナルな演劇作品を少なくとも6作程度生み出す演劇団体であると同時に、スコットランドやイギリス、アメリカまで、ジャンルはドラマ、ミュージカル、コンテンポラリー・ダンスやクラシック・ダンス、児童劇、コメディ、ジャズやオペラまで手広い客演活動と、多岐にわたる活動を展開している。
活動の拠点はダンディー・レップ・アンサンブルで、ここがスコットランド唯一のフルタイムの演劇劇場で、同時にスコットランドの最高のダンス劇場でもある。「ザ・レップ」とこの劇場は愛称で呼ばれているが、ダンディー市中心部タイスクエアにある。これはウエストエンドの文化的なメッカとなっている。
この劇場はイギリスの地方劇場の中でもトップクラスとの評価を得ており、年間平均して7万人くらいの観客が年齢や職業を問わず、この地域の在住者だけでなく広汎な範囲から訪れる。

## 歴史
1930年代、ダンディーの芝居小屋は映画の人気に押されて次々に閉館し、映画館に衣替えしていった。最後に残った旅回りの劇団の座長、ロバート・ソーンリィは、彼のプロの劇団のためにダンディーに恒久的な拠点劇場を見つけようと考えた。彼はそこでダンディー演劇協会というアマチュア劇団にアプローチした。このアマチュア劇団は、たまたま使用されなくなったジュート工場の建物を購入したばかりのところで、1939年3月、ソーンリィの劇団とアマチュアのダンディー演劇協会の提携により、ダンディー・レパートリィ・シアターが設立された。
この時期第二次世界大戦の騒乱の中で演劇に熱中することは些か不謹慎との見方もなくはなかった。しかしながら、劇団は戦争中も毎週レパートリィを上演し、それは1940年代の後半も、さらに1950年代を通しても続いたのである。1963年6月、火災でザ・レップのフォレスターズ・ホールにあった拠点劇場が焼失するという危機が起き、劇団は一時根無し草のように巡業生活を余儀なくされることとなった。結局のところ、劇団はその後の18年間もともとの場所に留まったが、一時的な代替の劇場は、ダンディーのロッヒャー通りの昔の教会に落ち着いた。
ダンディー市、地方議会、スコットランド芸術評議会との交渉の後、ダンディー大学から寄贈された敷地に建物を建ててもよいという合意が成立。その工事が始まったのが1979年1月で、ロバート・ロバートソンがその指揮を執った。彼は長年にわたり劇団の芸術監督で、新しい劇場の建設、立ち上げについての実地の責任者となった。しかし建設工事は物価の高騰とインフレーションのため中断。しかし市民による募金キャンペーンが展開され、6週間足らずで6万ポンド、最終的には不景気の最中にも係わらず20万ポンドに達し、これによってすべての工事を完成しても余りある資金が得られたのである。新しい劇場は1982年4月8日にオープンした。完成披露は大成功で、観客席は455人分の席、観客席とステージの関係ではスコットランドでもベストの劇場との評価を受けた。劇場施設は1984年市民の推薦によりシビック・トラスト賞（The Civic Trust Award）を、1986年にはRIBA建築賞を受賞している。ロバート・ロバートソンは、1990年にダンディー・レップから引退した。
1992年4月、ハーミッシュ・グレンが芸術監督に就任。同年、劇場施設の増改修が行われ、地域や学校との提携を深め、ダンス練習所やワークショップ、ワードローブ、リハーサル室などが設けられた。1996年にはイギリス国内の最優秀の演劇集団に与えられるTMAマルティーニ賞を受賞、1999年9月には、長年にわたりスコットランドの劇団では最も野心的な試みの扉が開かれた。これは14人の俳優を恒久的に劇団員にするというものである。

## 今日のザ・レップ
2003年春、ジェームズ・ブライニングとドミニク・ヒルがハーミッシュ・グレンに代わり共同で芸術監督に就任した。以来、劇場の活動はスコットランドの別の場所や海外でも行われ、かなり様変わりした。劇団はその名声を高めつつある。2004年には批評家協会から作品賞(「死刑執行の場面」）、最優秀監督賞（「死刑執行の場面」でドミニク・ヒル）、最優秀男優賞（ジョン・ベット）、最優秀デザイン・最優秀音楽賞（いずれも「十二夜」）を受賞した他、それ以外に5つのノミネートを受けた。
2004年には新たに100万ポンドを費やして、スコットランド・ダンス・シアターの建物が完成した。ザ・リップのオリジナルの創作演劇は絶賛を博した作品を新たなレパートリィに追加している。レップの運営評議会は、新し作品を作り出す一方で、古典作品を翻訳、再演してスコットランドの文化・芸術の風土を活性化させることに勤めている。劇場にはバーやレストランもあり、バーは音楽、詩の朗読、芸術作品の公演や展示会場としても使用されている。
最近の最もおもしろい企画の1つは、ブリティッシュ・カウンシルからの5年越しの「未来へ繋ぐ」というプロジェクトの一環で、イギリスとイスラム諸国の相互理解を深めるためという名目でシェイクスピアの「冬物語」をイランで公演したことだろう。 これは25年来初めてのブリティッシュ・カウンシルの後援による演劇のイラン公演である。この企画はテヘランの演劇芸術センターの所長で、ファジル国際演劇フェスティバルの監督のシャリフコーダエイ博士からの要請で実現したものであった。舞台装置はすべてイランで作られ、劇団の製作マネージャーのジョン・ミラーが監督し、テヘランのヴァンデット・ホールで熱心な観客を前に上演された。